# Greenville (condado de Piscataquis)
Greenville es un lugar designado por el censo ubicado en el condado de Piscataquis en el estado estadounidense de Maine. En el Censo de 2010 tenía una población de 1.257 habitantes y una densidad poblacional de 101,47 personas por km².

## Geografía
Greenville se encuentra ubicado en las coordenadas 45°27′58″N 69°34′40″O / 45.46611, -69.57778. Según la Oficina del Censo de los Estados Unidos, Greenville tiene una superficie total de 12.39 km², de la cual 10.66 km² corresponden a tierra firme y (13.97%) 1.73 km² es agua.

## Demografía
Según el censo de 2010, había 1.257 personas residiendo en Greenville. La densidad de población era de 101,47 hab./km². De los 1.257 habitantes, Greenville estaba compuesto por el 98.41% blancos, el 0% eran afroamericanos, el 0.48% eran amerindios, el 0.08% eran asiáticos, el 0% eran isleños del Pacífico, el 0.08% eran de otras razas y el 0.95% pertenecían a dos o más razas. Del total de la población el 0.24% eran hispanos o latinos de cualquier raza.